# Буэна-Виста
Буэна-Виста (исп. Buena Vista) — археологический памятник площадью 8 га в долине реки Чильон к северу от Лимы, столицы Перу. Раскопки впервые провёл Фредерик Энгель (1987). Он датировал памятник радиоуглеродным методом, как существовавший с Андского докерамического периода (около 9700 ± 200 лет, то есть начало 8 тыс. до н. э.) по Ранний промежуточный период (1960 ± 80 лет, или начало н. э.). 
В 2006 г. археолог Роберт Бенфер из Университета Миссури объявил об открытии обсерватории, датируемой концом 3 тыс. до н. э. (4200 лет до наших дней). Обсерватория получила условное название «Храм Лисы». Она находилась на вершине небольшой пирамиды. Особенности конструкции храма обеспечивают выравнивание определённых маркеров с точками зимнего и летнего солнцестояния. Органические материалы, найденные в храме, датируются около 2200 г. до н. э. Таким образом, Храм Лисы является древнейшей известной обсерваторией в Америке.